# Cabeza de Perro

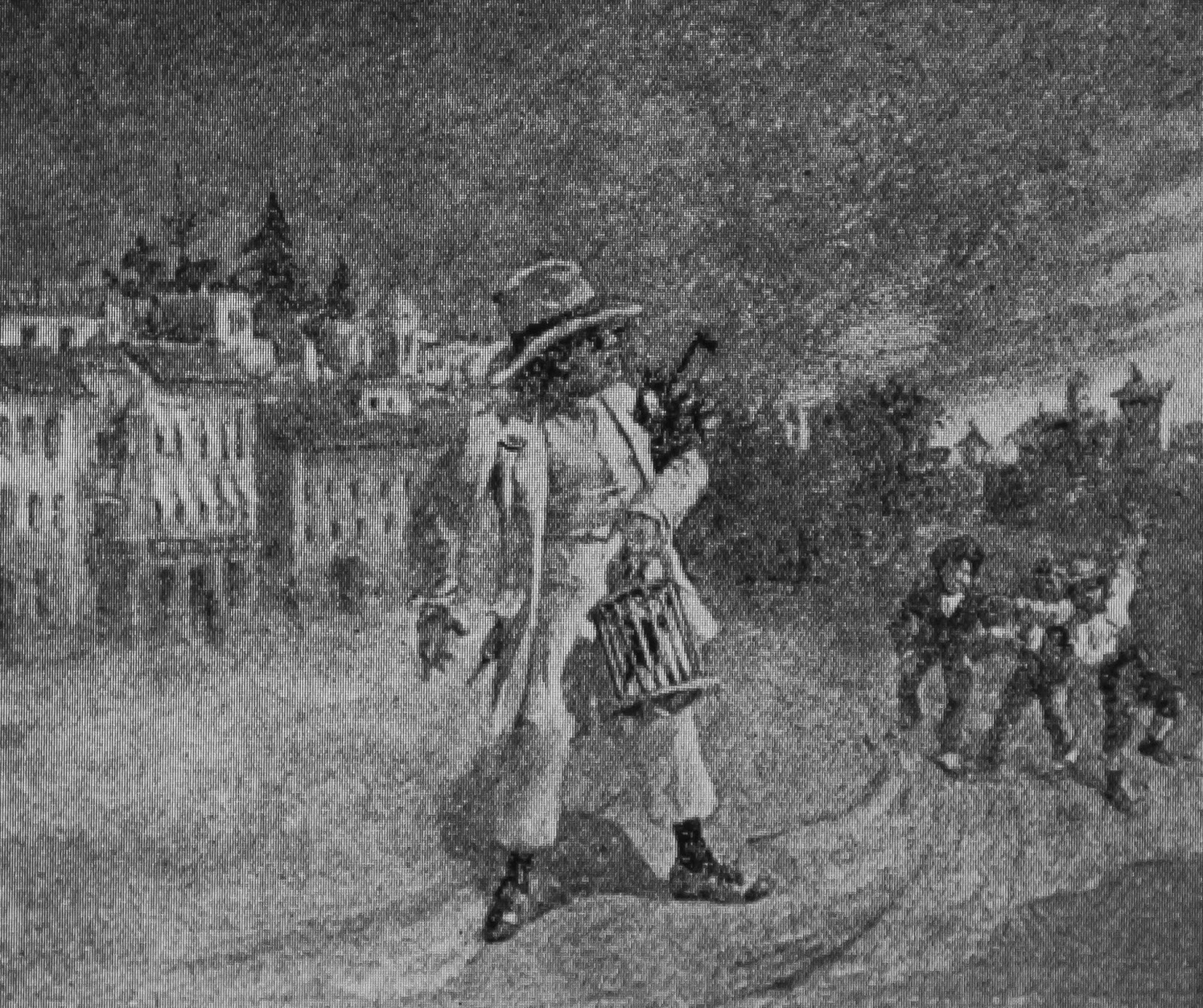
Illustrazione di Cabeza de Perro a Tenerife (1897).

Ángel García, soprannominato Cabeza de Perro (letteralmente "Testa di cane") (Igueste de San Andrés, 1800 – Santa Cruz de Tenerife, ...), è stato un pirata spagnolo la cui esistenza non è mai stata dimostrata con certezza. Il suo soprannome potrebbe derivare dalle sue fattezze fisiche.

## Biografia
Ángel García nacque a Igueste de San Andrés (Tenerife) nel 1800, in una piccola casa in riva al mare.
Operò nei Caraibi e lungo la costa africana. Nel quartiere di San Lázaro, a L'Avana (Cuba) possedeva una grande villa piena di specchi e lampade con intarsi d'oro frutto dei suoi saccheggi. Il più famoso episodio che lo coinvolse fu l'assalto che fece con la sua nave El Invencible al brigantino El Audaz, in rotta tra L'Avana e New York. Nell'episodio l'intero equipaggio ed i passeggeri furono trucidati, tranne una donna e suo figlio che si erano nascosti. Quando la coppia fu scoperta venne gettata in mare ma fortunatamente fu raccolta prima di annegare da una nave italiana chiamata Centauro. Quando le fu mostrato un ritratto del pirata lei riconobbe Cabeza de Perro come autore del massacro
Secondo alcuni autori, nei giorni successivi, il pirata cambiò atteggiamento per via del rimorso di aver gettato in mare il bambino piangente, e decise di tornare in patria per diventare agricoltore. Per tutto il tragitto dai Caraibi alle Isole Canarie il pirata non lasciò la sua cabina, fino all'arrivo presso la costa di Tenerife per vedere il Teide e la sua città natale.
Al ritorno alle isole Canarie fu arrestato presso il castello di Paso Alto di Santa Cruz de Tenerife, dove fu giustiziato. Si dice che appena prima dell'esecuzione mediante fucilazione chiese un sigaro, si posò una sciarpa rossa sulla testa e guardò il proprio giustiziere con fare ironico.

## Controversie
Si ritiene che il pirata sia solo un personaggio inventato basato su un altro corsaro spagnolo, Amaro Pargo, dal momento che non ci sono documentati che attestano della sua esistenza.
Il primo che menziona il pirata Cabeza de Perro è un romanzo intitolato "Sor Milagros o segreti di Cuba: romanzo storico illustrato" scritto da Aurelio Pérez Zamora nel 1895 e pubblicato nel 1897. Il romanzo, tuttavia, non specifica le fonti, e nessun documento ufficiale pare esistere sul pirata.
Diverse coincidenze portano a pensare che Cabeza de Perro fosse in realtà un personaggio costruito sulla biografia del realmente esistito Amaro Pargo, corsaro anch'egli nativo delle Canarie. Secondo lo scrittore Aurelio Pérez, il pirata era legato a una monaca cubana chiamata Sor Milagros, e Amaro Pargo aveva un rapporto sentimentale con una donna cubana di nome Josefa María del Valdespino y Vitrián, oltre ad essere stato in amicizia con una monaca di Tenerife, suor María de León Bello y Delgado.
D'altra parte, secondo la leggenda popolare Cabeza de Perro aveva un servo di nome Plácido el Mulato. Amaro Pargo aveva uno schiavo nero che in seguito liberò, chiamato Cristobal Lynch (o Linche). Come con Amaro Pargo, c'è una credenza popolare che il pirata Cabeza de Perro possedesse anche un tesoro nascosto in una grotta situata su una spiaggia vicino alla sua città natale. Un altro indizio che suggerisce che il personaggio leggendario fosse in realtà Amaro Pargo è che la nave attaccata da Cabeza de Perro, "El Audaz", porta lo stesso nome di una delle tante barche di Amaro Pargo.